# وول ستريت: المال لا ينام أبدا
وول ستريت: المال لا ينام أبداً (بالإنجليزية: Wall Street: Money Never Sleeps)‏ هو فيلم دراما تم إنتاجه في الولايات المتحدة سنة 2010. الفيلم من إخراج أوليفر ستون وكتابة أوليفر ستون وألان لوب.

## طاقم التمثيل
- مايكل دوغلاس
- شيا لابوف
- جوش برولين
- كاري موليجان
- فرانك لانجيلا

## القصة
تدور أحداث الفيلم حول شخصية مضارب البورصة جوردون جيكو الذي أمضى فترة عقوبة طويلة للغاية في السجن. قبل أن يجد نفسه خارج عالم المال الذي سيطر عليه يوماً ما، وحكمه بقبضة من حديد. ومن ناحية أخرى، وفي خلال مسعاه لإصلاح علاقته المتوترة مع ابنته، يشكل جيكو تحالفاً مع خطيبها جاكوب. حيث يرى جاكوب فيه شخصية الأب، ويحاول السير على خطي جوردون مثله الأعلى.

## الميزانية والإيرادات
بلغت تكلفة إنتاج الفيلم حوالي 60-70 مليون دولار بينما حقق أرباحا تقدر بـ 134,748,021 دولار.

## وصلات خارجية
- وول ستريت: المال لا ينام أبدا على موقع IMDb (الإنجليزية)
- وول ستريت: المال لا ينام أبدا على موقع ميتاكريتيك (الإنجليزية)
- وول ستريت: المال لا ينام أبدا على موقع الموسوعة البريطانية (الإنجليزية)
- وول ستريت: المال لا ينام أبدا على موقع روتن توميتوز (الإنجليزية)
- وول ستريت: المال لا ينام أبدا على موقع نتفليكس (الإنجليزية)
- وول ستريت: المال لا ينام أبدا على موقع قاعدة بيانات الأفلام العربية
- وول ستريت: المال لا ينام أبدا على موقع ألو سيني (الفرنسية)
- وول ستريت: المال لا ينام أبدا على موقع Turner Classic Movies (الإنجليزية)
- وول ستريت: المال لا ينام أبدا على موقع أول موفي (الإنجليزية)
- وول ستريت: المال لا ينام أبدا على موقع بوكس أوفيس موجو (الإنجليزية)